# Йебоа, Даниэль
Даниэ́ль Йебо́а Тетше (фр. Daniel Yeboah Tétchi; род. 13 ноября 1984, Абиджан) — ивуарийский футболист, вратарь клуба ИСКА. Выступал в сборной Кот-д’Ивуара.

## Клубная карьера
Воспитанник клуба «АСЕК Мимозас». До 2009 года Даниэль Йебоа был вторым вратарём клуба «АСЕК Мимозас», однако вскоре улучшил свои профессиональные навыки и вытеснил из состава основного вратаря клуба Венсана Ангбана.

## Международная карьера
Даниэль Йебоа был в составе молодёжной сборной Кот-д’Ивуара на чемпионат мира по футболу в 2003 году в ОАЭ.
В мае 2010 года главный тренер сборной Кот-д’Ивуар Свен-Ёран Эрикссон включил Йебоа в заявку на чемпионат мира по футболу 2010 в качестве третьего вратаря. Даниэль Йебоа оказался единственным игроком в составе ивуарийской сборной, кто представляет чемпионат Кот-д’Ивуара.

## Характеристика
Отличная реакция, чтение игры, хорошая взаимосвязь с защитниками, классическая остановка мяча — напоминают способности легендарного африканского вратаря Алена Гуамене.